# Kartum
Kartum es una película bélica épica británica de 1966 escrita por Robert Ardrey y dirigida por Basil Dearden. Está protagonizada por Charlton Heston como el general británico Charles George Gordon y Laurence Olivier como Muhammad Ahmad (un líder sudanés cuyos devotos lo proclamaron el Mahdi), con un elenco de apoyo que incluye a Richard Johnson y Ralph Richardson. La película se basa en relatos históricos de la defensa de Gordon de la ciudad sudanesa de Jartum de las fuerzas del ejército mahdista, durante el asedio de Jartum de 1884-1885. Las escenas de apertura y cierre están narradas por Leo Genn.
Khartoum fue filmada por el director de fotografía Edward Scaife en Tecnicolor y Ultra Panavision 70, y fue exhibida en 70 mm Cinerama en compromisos de estreno. Alan Caillou escribió una novelización del guion de la película.
La película tuvo su estreno mundial real en el Casino Cinerama Theatre, en el West End de Londres, el 9 de junio de 1966, en presencia de la princesa Margarita y el conde de Snowdon.
Kartum le valió a Robert Ardrey una nominación al Óscar al Mejor Guion. La película también le valió a Ralph Richardson una nominación al BAFTA al mejor actor.

## Argumento
En 1883, en Sudán, una fuerza de 10.000 soldados egipcios mal entrenados es atraída al desierto sudanés. Al mando de la fuerza está el exsoldado del ejército de Bombay, el coronel William «Billy» Hicks (Edward Underdown), ahora un particular a sueldo del gobierno egipcio. Allí es derrotado por miembros de una tribu nativa liderados por Muhammad Ahmad (Laurence Olivier), un líder religioso nubio de la orden Samaniyya en Sudán que se había declarado a sí mismo Mahdi. El primer ministro británico, William Ewart Gladstone (Ralph Richardson), no desea enviar fuerzas militares a Jartum, pero se encuentra bajo una gran presión, principalmente de la prensa británica, para «vengar» la muerte de Hicks, un héroe de los conflictos coloniales anteriores. Podría enviar al héroe militar colonial, el mayor general Charles George Gordon (Charlton Heston), que tiene fuertes lazos con Sudán, después de haber tratado de acabar con el comercio de esclavos allí, pero Gladstone desconfía de él. Gordon tiene una reputación de creencias religiosas fuertes y excéntricas, y de seguir su propio juicio independientemente de sus órdenes. Lord Granville (Michael Hordern), el ministro de Asuntos Exteriores, sabiendo esto, le dice a Gladstone que al enviar a Gordon a Jartum, el gobierno británico puede ignorar toda la presión pública para enviar un ejército allí. Si Gordon ignora sus órdenes, el gobierno puede absolverse de cualquier responsabilidad sobre el área. Gladstone está un poco sorprendido por la sugerencia, pero como es popular entre el público y la reina Victoria, la adopta por conveniencia.
A Gordon se le dice que su misión, evacuar tropas y civiles, no está autorizada por el gobierno británico, que negará toda responsabilidad si falla. Se le dan pocos recursos y solo un ayudante, el coronel J. D. H. Stewart (Richard Johnson). Después de que fracasa un intento de reclutar al exesclavista Zobeir Pasha (Zia Mohyeddin), Gordon y Stewart viajan a Jartum, donde Gordon es aclamado como el salvador de la ciudad a su llegada en febrero de 1884. Comienza a organizar las defensas y reunir a la gente, a pesar de las protestas de Stewart de que eso no es para lo que lo enviaron.
El primer acto de Gordon es visitar al Mahdi en su campamento insurgente, acompañado por un solo sirviente. Se gana el respeto del Mahdi y, en la esgrima verbal en la conferencia, descubre que el líder sudanés tiene la intención de hacer de Jartum un ejemplo tomando la ciudad y matando a todos sus habitantes. La ciudad del río Nilo de Jartum se encuentra en la confluencia del Nilo Blanco y el Nilo Azul. Gordon, un ingeniero militar calificado, no pierde tiempo a su regreso en cavar una zanja entre los dos para proporcionar un foso protector.
En Gran Bretaña, Gladstone, al tanto de lo desesperada que se ha vuelto la situación, le ordena a Gordon que abandone Jartum, pero, como temía, su orden es ignorada. Gordon envía al coronel Stewart a Londres para explicar la situación en Jartum. Durante los próximos meses, una protesta pública obliga a Gladstone a enviar una fuerza de socorro, pero se asegura de que no haya urgencia, con la esperanza de que Gordon recupere el sentido y se salve.
Gordon, sin embargo, tiene otras ideas. Llegan noticias a Jartum sobre el envío de una fuerza de socorro dirigida por el general Wolseley desde Gran Bretaña. Cuando las aguas retroceden en invierno, secando su foso, el pequeño ejército egipcio finalmente se ve abrumado por 100.000 miembros nativos de la tribu mahdista. El 26 de enero de 1885, la ciudad cae bajo un asalto frontal masivo. El propio Gordon es asesinado junto con toda la guarnición extranjera y la población de unos 30.000, aunque el Mahdi había prohibido matar a Gordon. Al final, Gordon es decapitado, y su cabeza es colocada en lo alto de un poste largo y la hacen desfilar triunfante por la ciudad, en contra de los mandatos del Mahdi.
La columna de socorro británica llega con dos días de retraso. Los británicos se retiran de Sudán poco después y el mismo Mahdi muere seis meses después. En el Reino Unido, la presión pública y la ira por el destino de Gordon finalmente obliga a los británicos y sus aliados egipcios a volver a invadir Sudán diez años después, y recuperaron y colonizaron Jartum en 1898.

## Reparto
- Charlton Heston como el general Charles George Gordon: gobernador militar de Sudán, comandante e ingeniero.
- Laurence Olivier como Muhammad Ahmad, el Mahdi.
- Richard Johnson como el coronel John Stewart: ayudante de Gordon.
- Ralph Richardson como William Ewart Gladstone, primer ministro.
- Alexander Knox como Sir Evelyn Baring, cónsul general de Egipto.
- Johnny Sekka como Khaleel.
- Nigel Green como el general Wolseley: un oficial del ejército británico.
- Michael Hordern como Lord Granville, el ministro de Asuntos Exteriores británico.
- Peter Arne como el mayor Herbert Kitchener: un oficial del ejército británico.
- Hugh Williams como Lord Hartington.
- Zia Mohyeddin como Zobeir Pasha: exesclavista.
- Ralph Michael como Charles Dilke.
- Douglas Wilmer como Khalifa Abdullah.
- Edward Underdown como William Hicks.
- Alan Tilvern como Awaan.
- Lisa Guiraut como Bailarina (no acreditada).

Roger Delgado, George Pastell y Jerome Willis también tuvieron partes.

## Producción

### Desarrollo
Robert Ardrey escribió el guion animado por el productor Julian Blaustein. Ardrey dice que le tomó tres años «intermitentemente», pero una vez que lo hizo, lo vendió por $ 150 000.
En mayo de 1962, MGM anunció que harían la película con el guion de Ardrey. Iba a ser una película de aventuras en la línea de 55 días en Pekín y Lawrence de Arabia.
En octubre de 1963, Ardrey buscó locaciones en África con Blaustein.
«Todo el mundo estaba interesado y nadie dudaba del tema», dijo el escritor Robert Ardrey. «Pero había un fuerte sentimiento contra el panorama general de que la película podría recaudar $ 12 000 000 pero costar $ 25 000 000. Francamente, Khartoum es una propuesta que podría arruinar un estudio si se maneja de manera incorrecta».
En abril de 1964, Blaustein anunció que haría la película para United Artists y que Burt Lancaster interpretaría a Gordon. Al mes siguiente,  Laurence Olivier aceptó interpretar al Mahdi y Lewis Gilbert firmó para dirigir.
Sin embargo, la filmación se retrasó, lo que significó que Lancaster, Olivier y Gilbert tuvieron que retirarse. En abril de 1965, Charlton Heston aceptó interpretar a Gordon. En junio, Olivier volvió a la película con Basil Dearden para dirigir. En julio de 1965, se anunció que Ralph Richardson y Richard Johnson se unirían al elenco como el primer ministro Gladstone y el coronel Stewart, respectivamente.

### Rodaje
El rodaje tuvo lugar en Egipto, Pinewood Studios y Londres. Comenzó en Pinewood el 9 de agosto de 1965 y luego en septiembre se trasladó a Egipto. Una vez que terminó la filmación en locaciones, el rodaje se interrumpió para darle tiempo a Olivier de estar disponible para las escenas de interiores en diciembre.
Fue la última película rodada en Ultra Panavision 70 hasta The Hateful Eight, escrita y dirigida por Quentin Tarantino casi cincuenta años después.

## Recepción
Las críticas sobre Kartum en ese momento fueron en general positivas. Sight & Sound describió la película como «bellamente fotografiada, lujosamente montada, inteligentemente actuada, pero en última instancia aburrida». The Times elogió la película por el guion. Sin embargo, las críticas negativas provinieron de The Daily Telegraph y New Statesman, que criticaron la película por sus inexactitudes históricas (por ejemplo, el Mahdi no quería matar a todos en la capital y pidió matar solo a los soldados).
En Rotten Tomatoes, la película tiene una calificación promedio de 7/10.
En el siglo XXI, la historiadora Alex von Tunzelmann criticó la película por «inexactitudes fácticas» y el «acento poco realista» y el maquillaje blackface de Olivier. El profesor de literatura Edward Said criticó a Kartum por lo que describió como una representación propagandística procolonial del bien contra el mal al enfrentar «la masculinidad árabe despóticamente violenta contra una occidental noble y racional». El editor Dennis Schwartz describió la película como «una epopeya histórica visualmente deslumbrante, interpretada con inteligencia y lujosamente producida, que le da una buena mirada a las intrigas políticas de ese período, pero dice poco sobre los dos fanáticos religiosos: Gordon y el Mahdi».
El director de cine Martin Scorsese dijo que Kartum era uno de sus placeres culposos. «Charlton Heston... es maravilloso; y Laurence Olivier se divierte mucho como el Mahdi, con un espacio entre los dientes delanteros. No es una película muy buena, pero tiene una cualidad mística. Esta fue una guerra santa. Al final, cuando Mahdi mató a Gordon y luego, seis meses después, él mismo murió, fue como si los dos se cancelaran, religiosa e históricamente. Es una historia que quiero que me cuenten, una y otra vez, como un cuento de hadas».